# Кубок володарів кубків 1988—1989
Кубок володарів кубків 1988–1989 — 29-ий розіграш Кубка володарів кубків УЄФА, європейського клубного турніру для переможців національних кубків.
Переможцем у турнірі втретє у своїй історії стала «Барселона», обігравши у фіналі італійську «Сампдорію». За 3 роки ці ж дві команди зустрілися у фіналі Кубку європейських чемпіонів.

## Учасники
| №п/п | Клуб                  | Турнір                                      |
| ---- | --------------------- | ------------------------------------------- |
| 1    | «Мехелен»             | Володар Кубка володарів кубків 1987—1988    |
| 2    | «Сампдорія»           | Володар Кубка Італії 1987—1988              |
| 3    | «Айнтрахт»            | Володар Кубка ФРН 1987—1988                 |
| 4    | «Барселона»           | Володар Кубка Іспанії 1987—1988             |
| 5    | «Металіст»            | Володар Кубка СРСР 1987—1988                |
| 6    | «Андерлехт»           | Володар Кубка Бельгії 1987—1988             |
| 7    | «Рода»                | Фіналіст Кубка Нідерландів 1987—1988        |
| 8    | «Віторія» (Гімарайнш) | Фіналіст Кубка Португалії 1987—1988         |
| 9    | «Динамо» (Бухарест)   | Фіналіст Кубка Румунії 1987—1988            |
| 10   | «Данді Юнайтед»       | Фіналіст Кубка Шотландії 1987—1988          |
| 11   | «Норрчепінг»          | Володар Кубка Швеції 1987—1988              |
| 12   | «Мец»                 | Володар Кубка Франції 1987—1988             |
| 13   | «Борац»               | Володар Кубка Югославії 1987—1988           |
| 14   | «Кремсер»             | Володар Кубка Австрії 1987—1988             |
| 15   | «Карл Цейс»           | Фіналіст Кубка НДР 1987—1988                |
| 16   | «Інтер»               | Фіналіст Кубка Чехословаччини 1987—1988     |
| 17   | «Бекешчаба»           | Володар Кубка Угорщини 1987—1988            |
| 18   | «Панатінаїкос»        | Володар Кубка Греції 1987—1988              |
| 19   | «Грассгоппер»         | Володар Кубка Швейцарії 1987—1988           |
| 20   | «Орхус»               | Володар Кубка Данії 1987—1988               |
| 21   | «Кардіфф Сіті»        | Володар Кубка Уельсу 1987—1988              |
| 22   | «Куусюсі»             | Володар Кубка Фінляндії 1987                |
| 23   | «Лех»                 | Володар Кубка Польщі 1987—1988              |
| 24   | ЦСКА (Софія)          | Володар Кубка Болгарії 1987—1988            |
| 25   | «Сакар'яспор»         | Володар Кубка Туреччини 1987—1988           |
| 26   | «Фламуртарі»          | Володар Кубка Албанії 1987—1988             |
| 27   | «Брюне»               | Володар Кубка Норвегії 1987                 |
| 28   | «Гленавон»            | Фіналіст Кубка Північної Ірландії 1987—1988 |
| 29   | «Омонія»              | Володар Кубка Кіпру 1987—1988               |
| 30   | «Фрам»                | Володар Кубка Ісландії 1987                 |
| 31   | «Деррі Сіті»          | Фіналіст Кубка Ірландії 1987—1988           |
| 32   | «Флоріана»            | Фіналіст Кубка Мальти 1987—1988             |
| 33   | «Авенір»              | Фіналіст Кубка Люксембургу 1987—1988        |

## Кваліфікаційний раунд
| Команда 1 | Заг. | Команда 2 | 1-й матч | 2-й матч |
| --------- | ---- | --------- | -------- | -------- |
| Бекешчаба | 4:2  | Брюне     | 3:0      | 1:2      |

## Перший раунд
| Команда 1          | Заг. | Команда 2                     | 1-й матч | 2-й матч |
| ------------------ | ---- | ----------------------------- | -------- | -------- |
| Деррі Сіті         | 0:4  | Кардіфф Сіті                  | 0:0      | 0:4      |
| Гленавон           | 2:7  | Орхус                         | 1:4      | 1:3      |
| Фрам (Рейк'явік)   | 0:7  | Барселона                     | 0:2      | 0:5      |
| Фламуртарі         | 1:2  | Лех (Познань)                 | 1:0      | 0:2      |
| Інтер (Братислава) | 2:8  | ЦФКА Средєц (Софія)           | 2:3      | 0:5      |
| Омонія             | 0:3  | Панатінаїкос                  | 0:1      | 0:2      |
| Рода (Керкраде)    | 2:1  | Віторія (Гімарайнш)           | 2:0      | 0:1      |
| Борац (Баня-Лука)  | 2:4  | Металіст (Харків)             | 2:0      | 0:4      |
| Грассгоппер        | 0:1  | Айнтрахт (Франкфурт-на-Майні) | 0:0      | 0:1      |
| Сакар'яспор        | 2:1  | Бекешчаба                     | 2:0      | 0:1      |
| Мехелен            | 8:1  | Авенір (Бегген)               | 5:0      | 3:1      |
| Мец                | 1:5  | Андерлехт                     | 1:3      | 0:2      |
| Флоріана           | 0:1  | Данді Юнайтед                 | 0:0      | 0:1      |
| Динамо (Бухарест)  | 6:0  | Куусюсі (Лахті)               | 3:0      | 3:0      |
| Карл Цейс (Єна)    | 5:1  | Кремсер                       | 5:0      | 0:1      |
| Норрчепінг         | 2:3  | Сампдорія                     | 2:1      | 0:2      |

## Другий раунд
| Команда 1                     | Заг.           | Команда 2         | 1-й матч | 2-й матч |
| ----------------------------- | -------------- | ----------------- | -------- | -------- |
| Кардіфф Сіті                  | 1:6            | Орхус             | 1:2      | 0:4      |
| Барселона                     | 2:2 (5:4 пен.) | Лех (Познань)     | 1:1      | 1:1 (дч) |
| ЦФКА Средєц (Софія)           | 3:0            | Панатінаїкос      | 2:0      | 1:0      |
| Рода (Керкраде)               | 1:0            | Металіст (Харків) | 1:0      | 0:0      |
| Айнтрахт (Франкфурт-на-Майні) | 6:1            | Сакар'яспор       | 3:1      | 3:0      |
| Мехелен                       | 3:0            | Андерлехт         | 1:0      | 2:0      |
| Данді Юнайтед                 | 1:2            | Динамо (Бухарест) | 0:1      | 1:1      |
| Карл Цейс (Єна)               | 2:4            | Сампдорія         | 1:1      | 1:3      |

## Чвертьфінали
| Команда 1                     | Заг.           | Команда 2       | 1-й матч | 2-й матч |
| ----------------------------- | -------------- | --------------- | -------- | -------- |
| Орхус                         | 0:1            | Барселона       | 0:1      | 0:0      |
| ЦФКА Средєц (Софія)           | 3:3 (4:3 пен.) | Рода (Керкраде) | 2:1      | 1:2 (дч) |
| Айнтрахт (Франкфурт-на-Майні) | 0:1            | Мехелен         | 0:0      | 0:1      |
| Динамо (Бухарест)             | 1:1 (ч)        | Сампдорія       | 1:1      | 0:0      |

## Півфінали
| Команда 1 | Заг. | Команда 2           | 1-й матч | 2-й матч |
| --------- | ---- | ------------------- | -------- | -------- |
| Барселона | 6:3  | ЦФКА Средєц (Софія) | 4:2      | 2:1      |
| Мехелен   | 2:4  | Сампдорія           | 2:1      | 0:3      |

## Фінал
| 10 травня 1989 |

| Барселона                    | 2:0      | Сампдорія |
| ---------------------------- | -------- | --------- |
| Салінас 4' Лопес Рекарте 79' | Протокол |           |

| Ванкдорф, Берн Глядачів: 42 700 Арбітр: Джордж Кортні |

| Володар Кубка володарів кубків 1988—1989 |
| ---------------------------------------- |
| Іспанія                                  |
| «Барселона» 3-й титул                    |